# Mistrzostwa Europy w Saneczkarstwie 1951
9. Mistrzostwa Europy w saneczkarstwie 1951 odbyły się w austriackim Innsbrucku. Rozegrane zostały trzy konkurencje: jedynki kobiet, jedynki mężczyzn oraz dwójki mężczyzn. Wszystkie medale zdobyła Austria. Był to pierwszy w historii mistrzostw Europy przypadek wywalczenia wszystkich medali przez jeden kraj.

## Wyniki

### Jedynki kobiet
| Medal | Zawodniczka  | Narodowość | Czas | Strata |
| ----- | ------------ | ---------- | ---- | ------ |
|       | Karla Kienzl | Austria    |      |        |
|       | Hilde Strum  | Austria    |      |        |
|       | Maria Isser  | Austria    |      |        |

### Jedynki mężczyzn
| Medal | Zawodnik          | Narodowość | Czas | Strata |
| ----- | ----------------- | ---------- | ---- | ------ |
|       | Paul Aste         | Austria    |      |        |
|       | Wilhelm Lache     | Austria    |      |        |
|       | Hermann Mayregger | Austria    |      |        |

### Dwójki mężczyzn
| Medal | Zawodnicy                    | Narodowość | Czas | Strata |
| ----- | ---------------------------- | ---------- | ---- | ------ |
|       | Hans Krausner/Rudolf Peyfuss | Austria    |      |        |
|       | Heinrich Isser/Josef Isser   | Austria    |      |        |
|       | Norbert Steixner/Adolf Hofer | Austria    |      |        |

## Klasyfikacja medalowa
| Miejsce | Państwo |   |   |   | Razem |
| ------- | ------- | - | - | - | ----- |
| 1.      | Austria | 3 | 3 | 3 | 9     |